# Shōrin-ryū Shorinkan
Shorin-ryu Shorinkan (小林流小林館?, Shōrin-ryū Shōrinkan) è una branca dello stile Kobayashi Shorin-ryū del karate di Okinawa e sviluppato da Shugoro Nakazato, Hanshi 10° dan. Nakazato fu un allievo di Chōsin Chibana.
Dopo la morte di Chibana, nel 1969, Nakazato assunse il titolo di Vice Presidente della Okinawa Shorin-Ryū Karate-do Association. Nel novembre 1975, Nakazato diede le dimmissioni da questa associazione e formò la Okinawa Karate-do Shorin-Ryū Shorinkan Association.